# Sangre fría (Doctor Who)
Sangre fría (Cold Blood)  es el noveno episodio de la quinta temporada moderna de la serie británica de ciencia ficción Doctor Who, emitido originalmente el 29 de mayo de 2010. Es la segunda parte de una historia en dos episodios que comenzó con La Tierra hambrienta, en la que se mostró el regreso de la raza de los Silurians y el debut en la serie de Neve McIntosh, futura intérprete de Madame Vastra, aquí interpretando a dos silurians gemelas, Restac y Alaya.

## Argumento
Cuando el Undécimo Doctor (Matt Smith) y la geóloga Nasreen Chaudhry (Meera Syal) llegan en la TARDIS a la inmensa civilización subterránea de los Silurians, son capturados y llevados ante el doctor Silurian, Malohkeh (Richard Hope). La hostilidad de los Silurians aumenta cuando el Doctor recuerda sus encuentros anteriores con una raza similar de humanoides reptiles que fue destruida por los humanos, una referencia al Tercer Doctor en Doctor Who and the Silurians. Mientras tanto, Amy Pond (Karen Gillian) y Mo (Alun Raglan) escapan de la sala de experimentación de Malokeh y Mo encuentra a su hijo, Elliot (Samuel Morgan-Davies), sedado en una cámara y bajo observación. Cuando Malokeh se da cuenta de que el Doctor no es humano, la líder de la casta guerrera de los Silurians, Restac (Neve McIntosh), insiste en que los dos sean ejecutados, y les escoltan hasta una corte Silurian, y aunque Amy y Mo interumpen el juicio con armas robadas, también les capturan. Malohkeh llama al superior de Restac, Eldane (Stephen Moore), y le exige que detenga las hostilidades.
El Doctor establece contacto con Rory (Arthur Darvill), la mujer de Mo, Ambrose (Nia Roberts), y el padre de Ambrose, Tony (Robert Pugh), recordándoles que deben mantener con vida a la Silurian, la hermana de Restac, Alaya. No saben que Ambrose ya ha matado a Alaya porque no quería ayudar a Tony, a quien había infectado con veneno Silurian. El Doctor organiza una "conferencia" entre los Silurians (representados por Eldane) y los humanos (representados por Amy y Nasreen). Los tres discuten cómo podrían coexistir ambas especies en la superficie de la Tierra. Ambrose y Tony, preocupados por la reacción de los Silurians cuando descubran la muerte de Alaya, hacen que la perforadora de Nasreen y Tony siga perforando más profundo y que se autodestruya quince minutos después de su partida, lo que destruiría el suministro de oxígeno de los Silurian y los mataría a todos.
Mientras tanto, Restac mata a Malohkeh por su traición y despierta a los demás miembros de la casta guerrera, pretendiendo realizar un golpe de Estado contra Eldane. Cuando Rory y los otros llegan con el cadáver de Alaya, Restac se enfurece y ordena la muerte de los humanos. El Doctor desactiva sus armas para ganar tiempo para huir, y se parapetan en el laboratorio de Malohkeh. El Doctor y Eldane se dan cuenta de que pueden usar la tecnología Silurian para destruir la perforadora antes de que estalle, pero eso provocará que se colapse la ruta de salida si no logran alcanzar la TARDIS a tiempo. Eldane hace regresar a los guerreros a la hibernación iniciando una "fumigación tóxica". Los humanos escapan, y Eldane espera que en mil años pueda ser posible la paz entre ambas razas. Tony, aún afectado por el veneno Silurian, decide quedarse allí en hibernación para que le curen, y lo mismo hace Nasreen para estudiar la tierra desde abajo y para ayudar a mejorar las relaciones entre humanos y Silurians.
La familia de Ambrose se refugia en la TARDIS, pero el Doctor, Amy y Rory se encuentran otra grieta en la caverna similar a las anteriores. El Doctor deduce que la grieta fue provocada por una explosión en el tiempo que podría haber dejado "metralla". Se acerca y mete la mano, sacando un objeto con un pañuelo. Antes de que pueda explicar, Restac, moribunda por la exposición al tóxico, se arrastra desde una esquina y dispara hacia el Doctor, pero Rory le empuja y se lleva el disparo, muriendo en brazos de Amy. Cuando la grieta empieza a absorber el cuerpo de Rory, el Doctor se da cuenta de que será borrado de la historia. y obliga a Amy a subir a la TARDIS antes de que la perforadora explote. Intenta ayudarla a concentrarse en recordar a Rory, pero una sacudida de la TARDIS le hace perder la concentración y los recuerdos se desvanecen. El Doctor encuentra el anillo de compromiso de Amy, que Rory le había enseñado antes de los eventos, en el suelo de la TARDIS, y lo esconde.
En la superficie, Ambrose le da las gracias al Doctor por no dejar que los Silurians la ejecutaran por matar a Alaya, y el Doctor le pide que ayude a preparar a la humanidad para su siguiente encuentro con los Silurians. El Doctor y Amy regresan a la TARDIS, donde Amy ve a su yo futuro en una colina lejana sin Rory. El Doctor saca el objeto que extrajo de la grieta: un trozo requemado de la puerta de la TARDIS, algo que le preocupa.

## Producción
Steven Moffat pidió a Chris Chibnall, autor de 42, que volviera a escribir algo para la serie. Moffat y Piers Wenger le dieron un borrador de los Silurians, una perforación, y que sería en dos partes.
El plan de Moffat de enlazar el episodio en el arco argumental de la temporada, era que Rory no sólo muriera, sino que fuera borrado de la historia en las grietas del universo. Moffat dijo que como el trío se había divertido bastante, era hora de una baja. La muerte de Rory también está conectada con el tema de Chibnall de cometer errores: fue culpa del Doctor por detenerse a mirar la grieta. Gillan calificó la escena como "un reto increíble" para ella como intérprete, e intento hacerla "verdadera y creíble".

## Emisión y recepción
Las mediciones nocturnas de audiencia mostraron que 5,7 millones de espectadores vieron el episodio, un millón más que la semana anterior. Las mediciones definitivas fueron de 7,49 millones (7,04 en BBC One y 0,45 en BBC HD), siendo el cuarto programa más visto de la semana y el más visto del día en BBC One. La puntuación de apreciación fue de 85, considerada "excelente".
Sangre fría se publicó en DVD y Blu-Ray el 2 de agosto de 2010 junto a La elección de Amy y La Tierra hambrienta. Después, se publicó en DVD junto al resto de la temporada el 8 de noviembre de 2010.
En la crítica, Dan Martin, de The Guardian, dijo que el episodio era similar a anteriores historias Silurian de Doctor Who, aunque dijo que le encantó la "historia tensa, loca y pensativa". Expresó "delicia" con Amy y Nasreen negociando por los humanos, aunque pensó que las escenas de diplomacia fueron "dibujadas muy en general". En conjunto, consideró que la fuerza del episodio fue "darte algo grande y moral que masticar, de una forma que nunca antes esta temporada había hecho". Gavom Fuller del Daily Telegraph, también comparó el concepto e ideas de Sangre fría con el serial original de 1970 (Doctor Who and the Silurians), pero consideró que esta historia "hizo menos impacto" por una "representación en blanco y negro" y la bidimensional Restac. También se mostró crítico con el Doctor de Matt Smith, cuya interpretación "carecían de gravedad y convicción y en conjunto era demasiado ligera". Sin embargo, alabó las "potentes" interpretaciones de Smith y Gillan en la escena final en la que Rory es asesinado.
Keith Phipps de The A.V.Club le dio al episodio un notable alto, señalando que comentaristas del sitio le habían hecho un spoiler de la muerte de Rory, y así no disfrutó del episodio tanto como podría haberlo hecho. Lo calificó como conclusión "satisfactoria, si no extraordinaria", y "otra entrada bastante sólida en la temporada". Siguió alabando a Gillan y el personaje de Amy por "seguir impresionándole", así como la profundidad de los personajes de Chibnall y Way, y las alegorías que podrían derivarse del conflicto entre humanos y Silurians y lo que siguió a la muerte de Rory.
Matt Wales de IGN le dio al episodio un 8 sobre 10, y pensó que "aunque pasó todavía menos" que en el episodio anterior, aun así disfrutó de "la construcción de la atmósfera y el tono más pensativo". Aunque lo consideró predecible, dijo que "aún ofrecía mucho en términos de entretenimiento con su ritmo enérgico, el ritmo subterráneo bellamente realizado y un reparto convincente de personajes redondos". Alabó las interpretaciones de Smith y Gillan en el final, pero pensó que fue "desenlace sorprendentemente pesimista". Ian Berriman de SFX le dio a Sangre fría 4,5 estrellas sobre 5, comparando positivamente el final emotivo con los episodios de la era de Russell T Davies. También le vio "cosillas" negativas al episodio, como el cambio abrupto del personaje de Malohkeh.